# 더그 피스터
더글라스 윌데스 "더그" 피스터(Douglas Wildes "Doug" Fister, 1984년 2월 4일 ~ )는 미국의 야구 선수로, 메이저 리그에 소속되어 있는 전 텍사스 레인저스의 투수이다.